# Даутово
Даутово, Даутче или Дау̀тча (на гръцки: Ελεούσα, Елеуса, до 1926 година Δαούτσα, Даутца, Δαούτση, Даутци) е село в Република Гърция, дем Илиджиево (Халкидона), област Централна Македония с 394 жители (2011).

## География
Селото е разположено в Солунското поле, на 33 километра северозападно от Солун.

## История

### В Османската империя
В XIX век Даутово е село в Солунска каза на Османската империя, което по-късно е превърнато в чифлик. Според статистиката на Васил Кънчов („Македония. Етнография и статистика“) от 1900 година Даутово (Даутче) брои 250 жители българи християни. Според сайта на дем Илиджиево селото е било турско.
Според гръцки данни в 1905 година селото е мюсюлманско.

### В Гърция
След Междусъюзническата война в 1913 година селото попада в Гърция. Боривое Милоевич пише в 1921 година („Южна Македония“), че Дауджа (Дауџа) има 25 къщи турци. Населението му се изселва и на негово място са настанени гърци бежанци от Източна Тракия - от малгарското село Деведжикьой. В 1926 година името на селото е сменено на Елеуса в чест на Света Богородица. В 1928 година Даутово е представено като бежанско село с 53 бежански семейства и 178 жители бежанци. В 1926 година Вардар причинява опустошително наводнение в селото и до 1935 година се вземат серия мерки за защита от наводнения. В 1930 година в Даутово се заселват жителите на изоставеното село Ментешли (Ели). В 50-те години на XX век е построен голям язовир и са създадени мрежа от напоителни канали, които да отвеждат водата на Вардар из Солунското поле. Селяните се занимават с отглеждане на царевица и памук, както и с животновъдство.
В 2001 година селото има 562 жители, а в 2011 година - 394.